# Sejfi Vllamasi
Sejfi Vllamasi właśc. Seyfeddin Vllamasi (ur. 24 września 1883 we wsi Novoselë okręg Kolonja, zm. w styczniu 1975 w Fierze) – albański weterynarz i polityk, minister prac publicznych (1923-1924).

## Życiorys
Po ukończeniu trzech klas szkoły powszechnej w rodzinnej miejscowości przeniósł się wraz z rodziną do Edirne, gdzie kontynuował edukację. W 1904 ukończył w Stambule szkołę dla weterynarzy wojskowych, a następnie kształcił się w Wiedniu. Po powrocie do Albanii pracował jako weterynarz. W tym czasie związał się z albańskim ruchem narodowym. Za swoją działalność w 1906 został aresztowany przez władze osmańskie i do lipca 1908 internowany w rejonie Sivas. Po uwolnieniu powrócił do Stambułu, gdzie pracował jako nauczyciel fizyki i chemii. W 1912 zmobilizowany do armii osmańskiej, w czasie I wojny bałkańskiej służył jako weterynarz w 29 dywizji piechoty, operującej w rejonie Czataldży. 14 marca 1914 przyjechał do Durrësu, gdzie przyłączył się do organizacji narodowej Krahu Kombetar (Skrzydło narodowe). W latach 1914–1916 internowany przez Czarnogórę. W 1918 był jednym z założycieli Komitetu Obrony Narodowej Kosowa (Komiteti Mbrojtja Kombëtare e Kosovës).
Po odrodzeniu albańskiej państwowości w latach 20. działał na scenie politycznej. Od 1920 deputowany do parlamentu, od 1922 kierował Partią Ludową (Partia Popullore). W 1923 objął stanowisko ministra prac publicznych w rządzie Ahmeda Zogu. Skłócony z Zogu w czerwcu 1924 poparł zamach stanu przeprowadzony przez zwolenników Fana Noliego. Po przejęciu władzy przez Zogu w grudniu 1924 opuścił kraj i do 1939 przebywał na emigracji, początkowo w Bari, a następnie w Wiedniu i w Paryżu. Na emigracji związał się z organizacją Bashkimi Kombetar (Jedność Narodowa), prowadzącą działalność skierowaną przeciwko rządom Ahmeda Zogu. W 1931 przebywał w Wiedniu w czasie, kiedy doszło do zamachu na Ahmeda Zogu, znał też osobiście zamachowców. W 1931 został skazany przez sąd w Tiranie na karę śmierci in absentia za prowadzenie działalności antypaństwowej. Powrócił do Albanii w 1942 i został deputowanym do Rady Państwa, działającej pod auspicjami włoskimi, w której zasiadał przez 6 miesięcy. Od 1943 związany z organizacją Balli Kombetar.
10 maja 1947 aresztowany przez władze komunistyczne. 14 stycznia 1948 Sąd Wojskowy w Tiranie skazał Vllamasiego na 10 lat więzienia za prowadzenie działalności antypaństwowej i współpracę z opozycją antykomunistyczną. Karę odbywał w więzieniu w Burrelu. Po uwolnieniu w 1956 pracował jako weterynarz w rzeźni w Fierze.
Pozostawił w rękopisie pamiętniki opisujące realia polityczne Tirany w latach 20., zostały one wydane w 2000, nakładem wydawnictwa Neraida. Imię Vllamasiego noszą ulice w Ersece i w Përmecie.